# Caesalpinia laxiflora
Caesalpinia laxiflora är en ärtväxtart som beskrevs av Louis René Tulasne. Caesalpinia laxiflora ingår i släktet Caesalpinia och familjen ärtväxter. Inga underarter finns listade i Catalogue of Life.